# Moresnet

Moresnets inofficiella flagga från 1883.

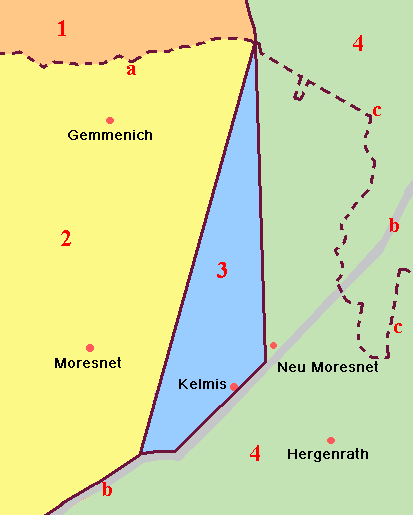
1. Nederländerna (gräns från 1830), provinsen Limburg
2. Belgien (gräns från 1830), provinsen Liège
3. Moresnet (1816–1919)
4. Preussen, Rhenprovinsen
a. Nederländsk-belgisk gräns (1843)
b. Vägen mellan Aachen och Liège
c. Nuvarande tysk-belgisk gräns (1919)

Moresnet även Neutrala Moresnet är ett område i den belgiska provinsen Liège, vid den tyska gränsen, cirka 5,5 kvadratkilometer stort.
Området blev 1816 ett neutralt område som skulle styras gemensamt av Nederländerna och Preussen. När Belgien bildades 1830 övertog det i praktiken, men inte officiellt, Nederländernas plats. Moresnet annekterades av Tyskland 1915, men tillföll Belgien vid Versaillesfreden 1919. Tyskland återannekterade Moresnet under en kort period under andra världskriget.